# 8 (pièce de théâtre)
Pour les articles homonymes, voir 8 et Huit (homonymie).
8 (ou 8 the Play) est une pièce de théâtre de Dustin Lance Black créée en 2011 au Eugene O'Neill Theatre de Broadway (New York,).

## Argument
8 repose sur les réquisitions et plaidoiries finales du procès Perry v. Schwarzenegger ayant permis de mettre à bas la proposition 8 interdisant le mariage homosexuel en Californie.

## Distribution
Acteurs ayant interprété les différents personnages aux différents théâtres. À noter que la version de l'Ebell of Los Angeles a été retransmise en direct sur YouTube.

### La cour
- Vaughn R. Walker : le juge
  - Brad Pitt (Ebell of Los Angeles)
  - Bob Balaban (Broadway)
  - Christopher Cabaldon (Sacramento)
- Theodore Olson : avocat des plaignants
  - Martin Sheen (Ebell of Los Angeles)
  - John Lithgow (Broadway)
  - Ben Patrick Johnson (Sacramento)
- David Boies : avocat des plaignants
  - George Clooney (Ebell of Los Angeles)
  - Morgan Freeman (Broadway)
  - Kurt Johnson (Sacramento)
- Charles J. Cooper : avocat de la défense
  - Kevin Bacon (Ebell of Los Angeles)
  - Bradley Whitford (Broadway)
  - Matt K Miller (Sacramento)
- Greffier
  - Vanessa García (Ebell of Los Angeles)
  - Kate Shindle (Broadway)
  - Jessica Goldman (Sacramento)

### Plaignants
- Kris Perry
  - Christine Lahti (Ebell of Los Angeles)
  - Christine Lahti (Broadway)
- Sandy Stier
  - Jamie Lee Curtis (Ebell of Los Angeles)
  - Ellen Barkin (Broadway)
- Spencer Perry : fils de la plaignante
  - Bridger Zadina (Ebell of Los Angeles)
  - Jay Armstrong Johnson (Broadway)
  - Austin Laut (Sacramento)
- Elliot Perry : fils de la plaignante
  - Jansen Panettiere (Ebell of Los Angeles)
  - Ben Rosenfeld (Broadway)
  - Grant Laut (Sacramento)
- Jeff Zarrillo
  - Matt Bomer (Ebell of Los Angeles)
  - Matt Bomer (Broadway)
  - Thai Rivera (Sacramento)
- Paul Katami
  - Matthew Morrison (Ebell of Los Angeles)
  - Cheyenne Jackson (Broadway)
  - Evan Brienza (Sacramento)

### Témoins des plaignants
- Dr. Nancy F. Cott : histoire du mariage
  - Yeardley Smith (Ebell of Los Angeles)
  - Yeardley Smith (Broadway)
  - Robin Hushbeck (Sacramento)
- Dr. Gregory M. Herek : nnature de l'homosexualité, orientation sexuelle
  - Rory O'Malley (Ebell of Los Angeles)
  - K. Todd Freeman (Broadway)
  - Michael RJ Campbell (Sacramento)
- Dr. Ilan Meyer : stress des minorités, impact de la stigmatisation, discrimination
  - Jesse Tyler Ferguson (Ebell of Los Angeles)
  - Anthony Edwards (Broadway)
  - Eason Donner
- Gary Segura : vulnérabilité des gays et lesbiennes dans les processus politiques de la nation[3]
  - James Pickens, Jr. (Ebell of Los Angeles)
  - Stephen Spinella (Broadway)
  - Nanci Zoppi (Sacramento)
- Ryan Kendall : forcé par ses parents à une « thérapie de conversion » quand il était jeune
  - Chris Colfer (Ebell of Los Angeles)
  - Rory O'Malley (Broadway)
  - Patrick Burns

### Témoins de la défense
- David Blankenhorn : approbation sociale du mariage, relations sexuelles entre homme et femme
  - John C. Reilly (Ebell of Los Angeles)
  - Rob Reiner (Broadway)
  - Steve Minnow (Sacramento)
- William Tam : argumentaire selon lequel le mariage homosexuel mène à la polygamie, la pédophilie et l'inceste
  - George Takei (Ebell of Los Angeles)
  - Ken Leung (Broadway)
  - Ben Phillips

### Autres personnages
- Evan Wolfson : fondateur de Freedom to Marry
  - Cleve Jones (Ebell of Los Angeles)
  - Larry Kramer (Broadway)
  - George Raya (Sacramento)
- Maggie Gallagher : présidente de la NOM (opposante au mariage homosexuel)
  - Jane Lynch (Ebell of Los Angeles)
  - Jayne Houdyshell (Broadway)
  - Janis Stevens (Sacramento)
- Journaliste
  - Campbell Brown (Ebell of Los Angeles)
  - Campbell Brown (Broadway)